# Бородули (Пермский край)
Бородули — деревня в Верещагинском районе Пермского края. Административный центр Бородульского сельского поселения.

## История
Населённый пункт известен с 1782 года как починок Верх-Нытвенской. Современное название произошло от местной фамилии Бородулин. В 1929 году здесь возникла коммуна «Смычка», просуществовавшая до 1935 года (слилась с колхозом «Ленинский ударник»). Сельхозартель «Ленинский ударник» была ликвидирована в феврале 1959 года. 1 февраля 1977 года был образован совхоз «Стрижевский».

## Географическое положение
Деревня расположена в верхнем течении реки Нытва, примерно в 5 км к востоку от города Верещагино.

## Население
| 2010 |
| ---- |
| 476  |

## Топографические карты
- Лист карты O-40-62 Верещагино. Масштаб: 1 : 100 000. Издание 1962 г.